# Emmanuel de Saint Aubert
Pour les articles homonymes, voir Saint-Aubert.
Emmanuel de Saint-Aubert est un philosophe français.

## Biographie
Ancien élève de l'École normale supérieure (S 1992), il est agrégé de philosophie (1990) et de mathématiques (1992), docteur (2001) et HDR en philosophie.
Il est directeur de recherche aux Archives Husserl, basées à l'ENS et rattachées au Centre national de la recherche scientifique (CNRS). Il s'intéresse à l'anthropologie, l'ontologie, la phénoménologie, et à l'œuvre de Maurice Merleau-Ponty.

## Publications

### Ouvrages
- Du lien des êtres aux éléments de l'être. Merleau-Ponty au tournant des années 1945-1951, Paris, Vrin, 2004 (BNF 39288769)[7].
- Le Scénario cartésien. Recherches sur la formation et la cohérence de l'intention philosophique de Merleau-Ponty, Paris, Vrin, 2005 (BNF 40009742).
- Vers une ontologie indirecte. Sources et enjeux critiques de l'appel à l'ontologie chez Merleau-Ponty, Paris, Vrin, 2006 (BNF 40975496).
- Dir., Maurice Merleau-Ponty. Avec un inédit, Paris, Hermann, 2008 (BNF 41356174).
- Être et Chair :
  - Tome 1. Du corps au désir. L'habilitation ontologique de la chair, Paris, Vrin, 2013 (BNF 43725556).
  - Tome 2. L'épreuve perceptive de l'être : avancées ultimes de la phénoménologie de Merleau-Ponty, Paris, Vrin, 2021 (BNF 46928374).

### Éditions
- Maurice Merleau-Ponty, Le Monde sensible et le monde de l'expression. Cours au Collège de France. Notes, 1953 (éd. avec Stephan Kristensen), Genève, MétisPresses, 2011 (BNF 42529633)[8].
- Recherches sur l'usage littéraire du langage. Cours au Collège de France. Notes, 1953 (éd. avec Benedetta Zaccarello), Genève, MétisPresses, 2013 (BNF 43711388).